# Frontera entre Burkina Faso i Costa d'Ivori
La frontera entre Burkina Faso i Costa d'Ivori és la línia fronterera de traçat est-oest que separa el sud de Burkina Faso del nord de Costa d'Ivori a l'Àfrica central, a l'altura aproximada del paral·lel 10° nord, separant les regions burkinabes de Sud-oest i Cascades, dels districtes ivorians de Zanzan i Savanes. Té 584 km de longitud. A l'oest forma un trifini amb el sud de Mali, va cap a l'est per passar al punt del trifini amb Ghana.

## Història
Aquesta frontera entre dues antigues colònies de l'Àfrica Occidental Francesa es va concretar quan ambdues es van independitzar en 1960. En 2002 aquesta frontera va romandre tancada a causa de la Guerra Civil de Costa d'Ivori; va tornar a obrir en 2004. El grau d'opertura de la frontera entre ambdós països té conseqüències econòmiques a Burkina Faso, degut a la importància per a la població d'aquest país de la immigració laboral a Costa d'Ivori.